# Allsvenskan de 1983
A Primeira Divisão do Campeonato Sueco de Futebol da temporada 1983, denominada oficialmente de Allsvenskan 1983, foi a 59º edição da principal divisão do futebol sueco. O campeão foi o AIK que conquistou seu 3º título na história da competição. O artilheiro foi Thomas Ahlström, do IF Elfsborg, com 16 gols.

## Classificação final
| Pos. | Equipe       | J  | V  | E  | D  | GP | GC | Pts | SG  |
| ---- | ------------ | -- | -- | -- | -- | -- | -- | --- | --- |
| 1    | AIK Fotboll  | 22 | 13 | 6  | 3  | 37 | 12 | 32  | +25 |
| 2    | Malmö FF     | 22 | 12 | 5  | 5  | 46 | 30 | 29  | +16 |
| 3    | IFK Göteborg | 22 | 11 | 5  | 6  | 35 | 19 | 27  | +16 |
| 4    | Östers IF    | 22 | 10 | 7  | 5  | 32 | 18 | 27  | +14 |
| 5    | Hammarby IF  | 22 | 10 | 5  | 7  | 41 | 32 | 25  | +9  |
| 6    | Halmstads BK | 22 | 10 | 5  | 7  | 32 | 34 | 25  | -2  |
| 7    | IF Elfsborg  | 22 | 7  | 9  | 6  | 31 | 31 | 23  | 0   |
| 8    | Örgryte IS   | 22 | 6  | 10 | 6  | 34 | 26 | 22  | +8  |
| 9    | IK Brage     | 22 | 5  | 6  | 11 | 21 | 40 | 16  | -19 |
| 10   | Gefle IF     | 22 | 4  | 5  | 13 | 21 | 37 | 13  | -16 |
| 11   | Mjällby AIF  | 22 | 3  | 7  | 12 | 18 | 44 | 13  | -26 |
| 12   | BK Häcken    | 22 | 2  | 8  | 12 | 16 | 41 | 12  | -25 |

## Premiação
| Allsvenskan 1983        |
| Sweden.                 |
| ----------------------- |
| AIK Campeão (3º título) |

## Artilharia
|    | Jogador         | Clube        | Gols |
| -- | --------------- | ------------ | ---- |
| 1. | Thomas Ahlström | IF Elfsborg  | 16   |
| 2. | Mats Jingblad   | Halmstads BK | 12   |
| 2. | Sören Börjesson | Örgryte IS   | 12   |